# Słowenia na Mistrzostwach Świata w Lekkoatletyce 2015
Słowenia na Mistrzostwach Świata w Lekkoatletyce 2015 – reprezentacja Słowenii podczas Mistrzostw Świata w Pekinie liczyła 8 zawodników, którzy nie zdobyli żadnego medalu.

## Występy reprezentantów Słowenii

### Mężczyźni

#### Konkurencje biegowe
| Konkurencja   | Zawodnik     | Runda 1  | Runda 1 | Półfinał | Półfinał | Finał    | Finał   |
| Konkurencja   | Zawodnik     | Rezultat | Pozycja | Rezultat | Pozycja  | Rezultat | Pozycja |
| ------------- | ------------ | -------- | ------- | -------- | -------- | -------- | ------- |
| Bieg na 400 m | Luka Janežič | 45,28 NR | 28.     | NQ       | NQ       | NQ       | NQ      |
| Bieg na 800 m | Žan Rudolf   | 1:47,24  | 17.     | NQ       | NQ       | NQ       | NQ      |

#### Konkurencje techniczne
| Konkurencja   | Zawodnik      | Eliminacje | Eliminacje | Finał    | Finał   |
| Konkurencja   | Zawodnik      | Rezultat   | Pozycja    | Rezultat | Pozycja |
| ------------- | ------------- | ---------- | ---------- | -------- | ------- |
| Skok o tyczce | Robert Renner | 5,70 NR    | 1. Q       | 5,50     | 13.     |

### Kobiety

#### Konkurencje biegowe
| Konkurencja                   | Zawodniczka    | Runda 1  | Runda 1 | Półfinał | Półfinał | Finał    | Finał   |
| Konkurencja                   | Zawodniczka    | Rezultat | Pozycja | Rezultat | Pozycja  | Rezultat | Pozycja |
| ----------------------------- | -------------- | -------- | ------- | -------- | -------- | -------- | ------- |
| Bieg na 100 m                 | Maja Mihalinec | 11,42    | 32.     | NQ       | NQ       | NQ       | NQ      |
| Bieg na 200 m                 | Maja Mihalinec | 23,05 PB | 20. q   | 23,04 PB | 19.      | NQ       | NQ      |
| Bieg na 200 m                 | Sabina Veit    | 23,18    | 26.     | NQ       | NQ       | NQ       | NQ      |
| Bieg na 3000 m z przeszkodami | Maruša Mišmaš  | 9:37,73  | 21.     | —        | —        | NQ       | NQ      |

#### Konkurencje techniczne
| Konkurencja    | Zawodniczka   | Eliminacje | Eliminacje | Finał    | Finał   |
| Konkurencja    | Zawodniczka   | Rezultat   | Pozycja    | Rezultat | Pozycja |
| -------------- | ------------- | ---------- | ---------- | -------- | ------- |
| Skok o tyczce  | Tina Šutej    | NM         | NM         | NQ       | NQ      |
| Rzut oszczepem | Martina Ratej | 59,76      | 23.        | NQ       | NQ      |